# 싱어게인 3 - 무명가수전
《싱어게인 3 - 무명가수전》(Sing Again3)는 대한민국 방송사 JTBC의 오디션 예능 텔레비전 프로그램이다.

## 기획 의도
'한 번 더' 기회가 필요한 가수들이 대중 앞에 다시 설 수 있도록 돕는 신개념 리부팅 오디션 프로그램이다.

## 방송 일정
| 방송 채널 | 방송 기간                          | 방송 시간                       | 비고 |
| --------- | ---------------------------------- | ------------------------------- | ---- |
| JTBC      | 2023년 10월 26일 ~ 2024년 1월 18일 | 매주 목요일 밤 10시 ~ 12시 20분 |      |

## 참가자
1호에서 77호까지 참가하는 가수이다.
- 1호 : 필터 없는 가수 (이바다) 재야의 고수
- 2호 : 10시간 라이브 한 가수 (송영웅) 찐 무명
- 3호 : 좀비 가수 (예찬) 홀로 서기
- 4호 : 심사위원 스승이었던 가수 (마현권) 슈가맨
- 5호 : 오히려 좋은 가수 (김마스타) 재야의 고수
- 6호 : 출근이 싫은 가수 재야의 고수
- 7호 : 기괴한 가수 (고려진) 찐 무명
- 8호 : 정적을 바라는 가수 (김두한) 재야의 고수
- 9호 : 성대를 갈아 끼우는 가수 (수안) 홀로서기
- 10호 : 노자 읽는 가수 (지영훈) 재아의 고수
- 11호 : 십잡스 가수 (채은정) 슈가맨
- 12호 : 다이아몬드 가수 (임윤정) 오디션 최강자
- 13호 : 롤모델이 리메이크한 가수 (소울크라이) OST
- 14호 : 류승완이 첫 뮤직비디오 찍은 가수 (박일) 슈가맨
- 15호 : 주말에만 가수 (탁송이) 재야의 고수
- 16호 : 1라운드에서 떨어져도 괜찮은 가수 (호림) 재야의 고수
- 17호 : 기타 분리 불안증 가수 (신지만) 재야의 고수
- 18호 : 주먹을 부르는 가수 (임강성) OST
- 19호 : 디즈니 역사상 처음인 가수 (박지윤) OST
- 20호 : 한류 가수가 될 뻔한 가수 (박소빈) OST
- 21호 : 왕관을 내려놓은 가수 (이아름) 슈가맨
- 22호 : 아프고 화났던 고수 (하은) 슈가맨
- 23호 : 노래로 빵 굽는 가수 (박수진) 재야의 고수
- 24호 : 간질간질한 가수 (문제호) 재야의 고수
- 25호 : 팀만 유명한 가수 (강성희) 찐 무명
- 26호 : 4대 천왕이었던 가수 (김길중) 재야의 고수
- 27호 : 싱어게인을 기다린 가수 (임지수) 오디션 최강자
- 28호 : 백지영이 데뷔시킨 가수 (차수경) OST
- 29호 : 커피를 마시다만 가수 (재만) 슈가맨
- 30호 : 정체되지 않은 가수 (916) 찐 무명
- 31호 : 싱어게인 키즈 가수 (서윤혁) 찐 무명
- 32호 : 박보검을 거부한 가수 (베이지) OST
- 33호 : 땅 파서 노래하는 가수 (모브닝) 재야의 고수
- 34호 : 증명하고 싶은 가수 (이환희) 홀로서기
- 35호 : 데뷔 전문 가수 (도희선) 슈가맨
- 36호 : 언젠가 스쳐간 가수 (클랑) 오디션 최강자
- 37호 : 나도 잘 모르겠는 가수 (류정운) 오디션 최강자
- 38호 : 어려운 가수 (김현수) 오디션 최강자
- 39호 : 재채기 유발 가수 (이수정) 슈가맨
- 40호 : '3'에서 벗어나고 싶은 가수 (채보훈) 오디션 최강자
- 41호 : 오프닝 건너뛰기를 막은 가수 (전하영) OST
- 42호 : 가위손 가수 (김지수) 오디션 최강자
- 43호 : 위대한 가수였던 가수 (손진영) 오디션 최강자
- 44호 : 600만 명을 울린 가수 (정유진) 홀로 서기
- 45호 : 맑눈광 빌라드 가수 (이세연) 재야의 고수
- 46호 : 산골 가수 (신해솔) 찐 무명
- 47호 : 변태 가수 (태종) 찐 무명
- 48호 : 빅뱅을 이긴 가수 (이지형) 슈가맨
- 49호 : 쉬운 가수 (소수빈) 재야의 고수
- 50호 : 41년차에 팬클럽 생긴 가수 (김승미) 슈가맨
- 51호 : 흔들리는 가수 (재연) OST
- 52호 : 다비치 자리를 노리는 가수 (야사트리) 찐 무명
- 53호 : 원더걸스를 꿈꿨던 가수 (김혜라) OST
- 54호 : 손톱 같은 가수 (오시완) 재야의 고수
- 55호 : 찾고 싶은 가수 OST
- 56호 : 0 어게인이 걱정되는 가수 찐 무명
- 57호 : 도장 깨고 다닌 가수 (우수) 홀로서기
- 58호 : 유통기한을 악고 싶은 가수 (홍이삭) 오디션 최강자
- 59호 : 진수성찬 가수 (추승엽) 재야의 고수
- 60호 : 꾸안꾸 가수 (김수영) 재야의 고수
- 61호 : 목으로 숨쉬는 가수 (오창미) 찐 무명
- 62호 : 오락가락 가수 (남영주) 재야의 고수
- 63호 : 이 한곡만 부른 가수 (견우) 슈가맨
- 64호 : 목소리왕 가수 (리누) 오디션 최강자
- 65호 : 아내 덕을 본 가수 (정동화) OST
- 66호 : 내 이름을 알리고 죽고 싶은 가수 (장은정) 재야의 고수
- 67호 : 가짜 가수 (강민희) 홀로서기
- 68호 : 럭키한 가수 (leejean) 찐 무명
- 69호 : 결국 광대인 가수 (성훈) 홀로 서기
- 70호 : 15년 만에 돌아온 가수 (장리안) 슈가맨
- 71호 : 저평가된 가수 (레이나) 홀로서기
- 72호 : 다시 봄이 고픈 가수 (김채연) 홀로서기
- 73호 : 신데렐라 가수 (김광진) 재야의 고수
- 74호 : 응원을 부르는 가수 (유정석) OST
- 75호 : 마데 테레사 가수 (이유카) 찐 무명
- 76호 : 겁 많고 굶주린 가수 (박제업) 홀로 서기
- 77호 : 이무진에게 한 대 맞은 가수 (김찬) 찐 무명

## 출연진
- 이승기 - 진행자 MC
  - 김이나, 임재범, 백지영, 윤종신 (시니어, 심사위원)
  - 규현, 코드 쿤스트, 선미, 이해리 (주니어, 심사위원)

## 최종 순위
- 같은 라운드에서 탈락한 참가자들은 탈락한 라운드에서의 성적이 우수한 순서로 기록

| 순위  | 이름              | 예명             | 소속사                                 | 소속그룹                                              |
| ----- | ----------------- | ---------------- | -------------------------------------- | ----------------------------------------------------- |
| 1위   | 홍이삭            |                  | 아카이브 아침                          | 모네                                                  |
| 2위   | 소수빈            |                  | 매직스트로베리                         |                                                       |
| 3위   | 장은정            | 이젤, 前어거스탱 | MNH                                    |                                                       |
| 4위   | 신해솔            |                  | 오언니닷컴                             |                                                       |
| 5위   | 양리진            | 리진             | 미디어아시아코리아                     |                                                       |
| 6위   | 강성희            |                  |                                        | 신촌 블루스, 前향기로운밴드라일락, 前리버사이드블랙독 |
| 7위   | 추승엽            |                  |                                        | 악퉁                                                  |
| Top10 | 채보훈            |                  | 애플잼, 前SLL                          | 더베인, 퍼플레인, 前펄스, 前파사                      |
| Top10 | 신호림            | 호림             |                                        |                                                       |
| Top10 | 임지수            | 前조안나 임      | 페이버, 前워너뮤직코리아               | 아가파오 워십                                         |
| Top16 | 김수영            |                  | 매직스트로베리, 前프렌즈닷넷           |                                                       |
| Top16 | 김민수            | 테종             |                                        |                                                       |
| Top16 | 이바다            |                  | EMA, 前NUPLAY                          | 이바다밴드                                            |
| Top16 | 손예지            |                  |                                        | 방랑자메리, OCO                                       |
| Top16 | 김두한            |                  | 前카카오M, 前식스오션스                | 디어뮤즈, 前아웃트로                                  |
| Top16 | 임윤성            |                  | AW                                     | 시네마                                                |
| Top24 | 서윤혁            |                  |                                        |                                                       |
| Top24 | 임강성, 前임도규  | 前강성           | 스타잇                                 | 前세이브, 前초월, 前세룰리안 블루                     |
| Top24 | 박수진            |                  | 단가행                                 |                                                       |
| Top24 | 장력윤            | 장리인           | 소성시대, 前SM, 前DR                   | S.M. THE BALLAD                                       |
| Top24 | 김길중            |                  | 노바                                   | 스플래쉬 로맨스, 비갠후                               |
| Top24 | 김광진            |                  | 호산                                   |                                                       |
| Top24 | 고려진            |                  |                                        |                                                       |
| Top24 | 지영훈            |                  |                                        | 버킷리스트                                            |
| Top43 | 김예찬            | 예찬             | 마이돌                                 | MDD, 前어썸베이비, 前핑크판타지                       |
| Top43 | 김성민            | 김마스타         | 마스타클래스                           | 김마스타트리오, 前서울블루즈, 前두부세모, 前선글라스  |
| Top43 | 정유진            | 前메일, 前유진   | MOT, 前뮤직K                           | 前디아크                                              |
| Top43 | 문지원 (아샤트리) |                  | 이고에타                               | 아샤트리                                              |
| Top43 | 방태연 (아샤트리) |                  | 이고에타                               | 아샤트리                                              |
| Top43 | 오준상            | 오시안           | COZY BREAD, 前빌리빈                   |                                                       |
| Top43 | 박지윤            |                  | 前KBS                                  | KBS 성우극회                                          |
| Top43 | 오창미            |                  |                                        |                                                       |
| Top43 | 재연              |                  | 팝                                     | 스웨이                                                |
| Top43 | 박제업            | 前서울, 前제업   | 케이에이치, 前스타제국                 | 前임팩트                                              |
| Top43 | 지수안            | 수안             | SAI                                    | 크랙시, 前위시걸스                                    |
| Top43 | 탁송이            |                  |                                        |                                                       |
| Top43 | 강하림            |                  | 마젤란                                 | 모브닝                                                |
| Top43 | 전하영            |                  |                                        |                                                       |
| Top43 | 김승미            |                  | BSA                                    | 서울패밀리                                            |
| Top43 | 이인우            | 리누             | 제이지스타                             | 비오케이, 前하비티                                    |
| Top43 | 성훈              |                  | 前롱플레이                             | 前브라운아이드소울                                    |
| Top43 | 오혜린            | 레이나           | 前아에르, 前플레디스                   | 前오렌지캬라멜, 前애프터스쿨, 前애프터스쿨 BLUE       |
| Top43 | 채명주            | 이유카           | 먹스킹, 레드슬리퍼스                   | 이유카와 악사들                                       |
| Top43 | 유정석            |                  |                                        | 아무튼밴드, 前EMP                                     |
| Top77 | 이은정            | 채은정           | 스타메이드, 前제이핏, 前브랜뉴, 前웰스 | 클레오, 前걸스킹덤                                    |
| Top77 | 도희선            | 前해선           | 前굿베리                               | 前BGH4, 前H7美人                                      |
| Top77 | 박다은            | 클랑             | 후너스                                 |                                                       |
| Top77 | 이수정            | 前베이비소울     | 울림                                   | 러블리즈                                              |
| Top77 | 김동현            | 정동화, 前휴     |                                        |                                                       |
| Top77 | 김찬              |                  |                                        |                                                       |
| Top77 | 엄혜령            | 몽글             |                                        |                                                       |
| Top77 | 신지민            | zemean           | 예나                                   | 前삼남매                                              |
| Top77 | 류정운            |                  | KDH                                    |                                                       |
| Top77 | 손진영            |                  | 공감, 前부활                           |                                                       |
| Top77 | 김채원            |                  | 장군, KZ, 前DSP                        | 前에이프릴                                            |
| Top77 | 송영웅            | Haeronnamoon     |                                        |                                                       |
| Top77 | 박일              |                  | 프리한스튜디오                         | 드래곤플라이                                          |
| Top77 | 이아름            | 前한아름, 前아름 | 前MBK                                  | 前티아라, 前티아라 N4                                 |
| Top77 | 임현정            | 하은             | 前유리                                 |                                                       |
| Top77 | 정의만            | 916              |                                        |                                                       |
| Top77 | 김지수            |                  | 쇼파르, 포에틱바버샵                   |                                                       |
| Top77 | 이세연            |                  | 에이드                                 |                                                       |
| Top77 | 마현권            |                  | YM, SMS, 前제이피                      | 모이다밴드, 前애쉬그레이                              |
| Top77 | 박소빈            |                  | 에스, 한국예술원, 前제로원             | 前알렌에스                                            |
| Top77 | 문제호            |                  |                                        |                                                       |
| Top77 | 차숙영            | 차수경           | 시크                                   | 前데이지                                              |
| Top77 | 황진선            | 베이지           | 와이에이치                             |                                                       |
| Top77 | 이지형            |                  | Barista                                | 前위퍼                                                |
| Top77 | 왕한얼            | 한얼             |                                        | 한기한얼                                              |
| Top77 | 이지훈            | 견우             | 레시피, 前FNC, 前WS                    | 前M시그널                                             |
| Top77 | 이환희            | 前환희           | PA, 前티오피                           | 업텐션                                                |
| Top77 | 김현수            |                  | 아트앤아티스트, 前벨트라움             | 포르테 디 콰트로, 벨트라움                            |
| Top77 | 남영주            | 前RAM            | 아에르, 前스타잇, 前제이플래닛         |                                                       |
| Top77 | 강민희            |                  | DREAL FUTURE, 前브랜뉴, 前DSP          | 미스에스                                              |
| Top77 | 김연준            | 前이엘           | 前싸이더스HQ, 前조인에스               | 前스피넬, 前투아이즈                                  |
| Top77 | 우영수            | 우수             | 문, 前Lotus, 前제이제이홀릭            | Golden hind, 前마스크                                 |
| Top77 | 홍석훈            | 소울크라이       | ZeoM, 前Y2Y                            | 대중소, Y2Y                                           |
| Top77 | 최재만            | 재만             | 뉴런, 前플럭서스                       | 뉴클리어스, 前어반자카파                              |

### 시즌1.2.3
싱어게인1 TOP6
- 이승윤
- 정홍일
- 이무진
- 이소정
- 이정권
- 강미진(요아리)

싱어게인2 TOP6
김기태
싱어게인3 홍이삭

## 에피소드 목록

### 1라운드 (조별 생존전)
제야의 고수 조
- 60호 : 심수봉 - 백만송이 장미 (6) 합격
- 8호 : Alessandro Safina - 하망연 (5) 보류→합격
- 59호 : 이상은 - 사랑할거야 (7) 합격
- 5호 : Ecobridge - 부산에 가면 (ALL) 합격
- 1호 : 빛과 소금 - 내 곁에서 떠나가지 말아요 (7) 합격
- 10호 : 신중현과 엽전들 - 미인 (10) 합격
- 23호 : 송골매 - 아가에게 (7) 합격
- 66호 : 원더걸스 - Why So Lonely (ALL) 합격
- 49호 : 신승훈 - 가잖아 (ALL) 합격
- 26호 : 양희은 - 사랑 그 쓸쓸함에 대하여 (7) 합격
- 15호 : 허각 - Hello (3) 슈퍼어게인
- 16호 : 아소토 유니온 - Think About'chu (ALL) 합격

슈가맨 조
- 48호 : 뜨거운 안녕 (2) 탈락
- 21호 : SEXY LOVE (3) 탈락
- 70호 : Time less (ALL) 합격
- 4호 : Chocolate Drive (2) 탈락
- 22호 : 아프고 화나고 미안해 (3) 탈락
- 50호 : 이제는 (ALL) 합격

찐 무명 조
- 56호 : 박진영 - 니가 사는 그 집 (7) 합격
- 47호 : 김성호 - 김성호의 희망 (7) 합격
- 52호 : 이승철 - 내가 많이 사랑해요 (ALL) 합격
- 7호 : 전인권 - 다시 이제부터 (7) 합격
- 40호 : 신촌블루스 - 골목길 (ALL) 합격
- 31호 : 산울림 - 내게 사랑은 너무 써 (ALL) 합격
- 75호 : 에일리 - 보여줄게 (7) 합격
- 25호 : 김추자 - 님은 먼곳에 (ALL) 합격
- 68호 : 롤러코스터 - 습관 (ALL) 합격

홀로서기 조
- 76호 : 박원 - 노력 (7) 합격
- 44호 : 아이유 - 아이와 나의 바다 (6) 합격
- 9호 : 자우림 - 있지 (6) 합격
- 60호 : 사랑과 평화 - 뭐라고 딱 꼬집에 야미할 수 없어요 (6) 합격
- 71호 : AKMU - RE-BYE (ALL) 합격
- 3호 : 제야,이영현 - 하모니 (ALL) 합격

OST 조
- 18호 : 아인I(야인시대) (6) 합격
- 41호 : SAY YES(솔로지옥) (ALL) 합격
- 19호 : 같이 눈사람 만들래(겨울왕국) (ALL) 합격
- 28호 : 용서 못해(아내의 유혹) (2) 탈락
- 51호 : 흔들리는 꽃들 속에서 네 샴푸향이 느껴질거야(멜로와 체질) (7) 합격
- 74호 : 질풍가도(쾌걸 근육맨 2세) (ALL) 합격

오디션 최강자 조
- 12호 : 신승훈 - 전설 속의 누군가처럼 (4) 보류→합격
- 64호 : 로이킴 - 우리 그만하자 (6) 합격
- 37호 : 2NE1 - Come Back Home (4) 보류→탈락
- 38호 : 유재하 - 그대 내 품에 (1) 탈락
- 27호 : 검정치마 - 기다린 만큼, 더 (7) 합격
- 40호 : 들국화 - 행진 (6) 합격
- 42호 : 이문세 - 애수 (3) 탈락
- 58호 : 최유리 - 숲 (ALL) 합격

○ 최종 합격자 (슈퍼어게인 포함) 43명 ● 최종 탈락자 34명

### 2라운드 (팀 대항전)
1차전
- 44 & 54호 옥구슬 시스터즈 : 아직도 그대는 내 사랑 (3불) 勝
- 23 & 60호 98% : 누구라도 그려하듯이 (5불) 敗

2차전
- 1 & 25호 이리오너라 : 나를 떠나가는 것들 (8불) 勝
- 50 & 75호 데칼코마니 : 데칼코마니 (0불) 敗

3차전
- 51 & 76호 7호선 청년들 : 푸르른날 (1불) 敗
- 12 & 40호 설치 보이즈 : 오늘 같은 밤 (7불) 勝

4차전
- 5 & 16호 010 : 화요일에 비가 내리면 (3불) 敗 (16호 추가 합격)
- 46 & 56호 톤A도 : 스피드 (5불) 勝

5차전
- 41 & 71호 A++ : 비오는 날의 수채화 (0불) 敗
- 66 & 68호 OMZ : 추억 속의 그대 (8불) 勝

6차전
- 78 & 73호 극ROCK : 그대 앞에 난 촛불 이어라 (8불) 勝
- 33 & 64호 & 69호 킹텀 : 잊지 말기로 해 (0불) 敗

7차전
- 19 & 61호 전생모녀 : 사랑이 늦어서 미안해 (2불) 敗
- 27 & 70호 싱바오 : Valenti (6불) 勝

8차전
- 9 & 15호 FT : 다시 사랑한다면 (0불) 敗
- 10 & 59호 기타등등 : No.1 (8불) 勝

9차전
- 18 & 26호 & 74호 질풍로커스 : 슬픈 베아트 리체 (5불) 勝 (74호 하차)
- 3 & 52호 3호님은 52로를 좋아해 : 아름다운 이별 (3불) 敗

10차전
- 47 & 58호 고막 남친단 : 널 보고 있으면 (5불) 承
- 31 & 49호 형님먼저 아우먼저 : 혼자만의 느낌 (3불) 敗 (31호 슈퍼어게인, 49호 추가 합격)

○ 합격 및 생존(슈퍼어게인 포함) 24명 ● 탈락 및 하차 19명

### 3라운드 (라이벌전)
1차전
- 7호 후공 : 아웃 사이더 (0 어게인) 敗
- 40호 선공 : 모두 다 사랑하리 (8, ALL 어게인) 勝

2차전
- 12호 선공 : 나의 외로움이 널 부를 때 (7 어게인) 勝
- 73호 후공 : 그 겨울의 찻집 (1 어게인) 敗

3차전
- 70호 선공 : I'm in Love (2 어게인) 敗
- 8호 후공 : 사랑한다 말해도 (6 어게인) 勝

4차전
- 10호 선공 : Celebrity (0 어게인) 敗
- 27호 후공 : Make up (8, ALL 어게인 ) 勝

5차전
- 58호 선공 : 기다림 (5 어게인) 勝
- 31호 후공 : 외사랑 (3 어게인) 敗

6차전
- 66호 선공 : Run Devil Run (4 어게인) 敗 (추가 생존)
- 68호 후공 : 미운오리새끼 (4 어게인) 勝

7차전
- 23호 선공 : 원더 우먼 (2 어게인) 敗
- 60호 후공 : 어떤 그리움 (6 어게인) 勝

8차전
- 59호 선공 : 낙하 (3 어게인) 敗 (추가 생존)
- 16호 후공 : 당신 만이 (5 어게인) 勝

9차전
- 25호 선공 : 살아야지 (6 어게인) 勝
- 18호 후공 : 믿음 (2 어게인) 敗

10차전
- 1호 선공 : 동거 (7 어게인) 勝
- 26호 후공 : 아라리 (1 어게인) 敗

11차전
- 46호 선공 : 곡예사의 첫 사랑 (4 어게인) 勝
- 56호 후공 : 사랑하긴 했었나요 스쳐가는 인연이었나요 짧지 않은 우리 함께했던 시간이 자꾸 내 마음을 가둬두네 (4 어게인) 敗 (추가 생존)

12차전
- 47호 선공 : 천개의 바람이 되어 (0 어게인) 敗 (슈퍼어게인)
- 49호 후공 : 기대어 앉은 오후에는 (8, ALL 어게인) 勝

○ 합격 및 생존(슈퍼어게인 포함) 16명 ● 탈락 9명

### 4라운드
첫번째 조
- 8호 : 처음 느낌 그대로 (1어게인) 탈락 후보(1조 4위)
- 46호 : 내가 제일 잘 나가 (5어게인) 합격(1조 2위)
- 16호 : 눈 (6어게인) 합격(1조 1위)
- 59호 : 단발 머리 (5어게인) 탈락 후보(1조 3위)

두번째 조
- 66호 : 동경소녀 (6어게인) 합격(2조 2위)
- 47호 : Trak 6 (4어게인) 탈락 후보(2조 4위)
- 49호 : 넌 쉽게 말했지만 (7어게인) 합격(2조 1위)
- 60호 : 삐에로는 우릴 보고 웃지 (5어게인) 탈락 후보(2조 3위)

세번째 조
- 1호 : 좋은 밤 좋은 꿈 (2어게인) 탈락 후보(3조 3위)
- 12호 : 10Minutes (5어게인) 합격(3조 4위)
- 27호 : 맑고 향기롭게 (7어게인) 합격(3조 2위)
- 58호 : 지구가 태양은 네 번 (7어게인) 합격(3조 1위)

네번째 조
- 56호 : 내 낡은 서랍 속의 바다 (2어게인) 탈락 후보(4조 4위)
- 40호 : 삐딱하게 (5어게인) 탈락 후보(4조 1위)
- 68호 : 새로운 날들을 위하여 (5어게인) 탈락 후보(4조 3위)
- 25호 : 그 또한 내 삶인데 (7어게인) 합격(4조 2위)

패자부활전
- 1호 : 야상곡 (탈락)
- 47호 : 백야 (탈락)
- 12호 : 회상 (탈락)
- 56호 : 저 산너머 (탈락)
- 59호 : 오 그대는 아름다운 여인 (합격)
- 8호 : 꽃이 피고 지듯이 (탈락)
- 68호 : 내 생에 가장 아름다운 말 (합격)
- 60호 : 그대 내게 다시 (탈락)

○ 합격 및 생존 10명 ● 탈락 6명

### 세미 파이널
명명식
- 16호 : 호림 - GROOVE
- 25호 : 강성희 - 언젠가는
- 27호 : 임지수 - UP & DOWN
- 40호 : 채보훈 - NIGHT FLIGHT
- 46호 : 신해솔 - Midnight Love
- 49호 : 소수빈 - 난 행복해
- 58호 : 홍이삭 - 네가 없는 하루
- 59호 : 추승엽 - Rachel
- 66호 : EJel - 푸르른 이 여름 지나
- 68호 : leejean - different

1차전
- 66호 후공 : 누구 없소 (7 어게인) 勝
- 16호 선공 : HYPE Boy (1 어게인) 敗

2차전
- 46호 후공 : 소리쳐봐 (4 어게인) 勝
- 68호 선공 : 연극이 끝난 후 (4 어게인) 敗

3차전
- 40호 후공 : 못찾겠다 꾀꼬리 (4 어게인) 無
- 59호 선공 : 비와 당신의 이야기 (4 어게인) 無

4차전
- 49호 선공 : Try Again (2 어게인) 敗
- 58호 후공 : 옛 친구에게 (6 어게인) 勝

5차전
- 27호 선공 : 루씰 (1 어게인) 敗
- 25호 후공 : 봄비 (7 어게인) 勝

패자부활전
- 16호 : Rain (탈락)
- 27호 : 겸손이 힘들어 (탈락)
- 59호 : 달팽이 (합격)
- 40호 : 흰수염고래 (탈락)
- 68호 : 옛사랑 (합격)
- 49호 : 내가 필요한거야 (합격)

○ 합격 및 생존 7명 ● 탈락 3명

### 파이널

#### 1차 신곡 라운드
첫번째 주자 - 추승엽
- 선곡: 땅과 소년 (심사위원 점수 736점)

두번째 주자 - Lee jean
- 선곡: 왜 그랬나요 (심사위원 점수 746점)

세번째 주자 - 홍이삭
- 선곡: I Love You (심사위원 점수 773점)

네번째 주자 - 신해솔
- 선곡: LLL (심사위원 점수 766점)

다섯번째 주자 - Ejel
- 선곡: 멸망한 사랑 (심사위원 점수 750점)

여섯번째 주자 - 소수빈
- 선곡: 머물러주오 (심사위원 점수 776점)

일곱번째 주자 - 강성희
- 선곡: 기도할께요 (심사위원 점수 765점)

#### 2차 자유곡 라운드
첫번째 주자 - 추승엽
- 선곡: 언제나 그대 내 곁에
- 아티스트: 김현식
- 심사위원 점수 781점

두번째 주자 - Lee jean
- 선곡: 너에게
- 아티스트: 윤상
- 심사위원 점수: 745점

세번째 주자 - Ejel
- 선곡: 한 페이지가 될 수 있게
- 아티스트: DAY6
- 심사위원 점수: 773점

네번째 주자 - 강성희
- 선곡: 날아
- 아티스트: 이승열
- 심사위원 점수: 765점

다섯번째 주자 - 소수빈
- 선곡: 한번만 더
- 아티스트: 박성신
- 심사위원 점수: 787점

여섯번째 주자 - 신해솔
- 선곡: 봄 여름 가을 겨울
- 아티스트: 김현식
- 심사위원 점수: 769점

일곱번째 주자 - 홍이삭
- 선곡: 바람의 노래
- 아티스트: 조용필
- 심사위원 점수: 761점

#### 최종 순위
- 1위 홍이삭
  - 온라인 사전 투표: 212.20점, 실시간 문자 및 온라인 투표: 1604.36점
  - 파이널 1차전 점수: 839.78점, 파이널 2차전 점수: 282.85점
  - 최종 점수: 2939.19점

- 2위 소수빈
  - 온라인 사전 투표: 183.24점, 실시간 문자 및 온라인 투표: 880.66점
  - 파이널 1차전 점수: 626.95점, 파이널 2차전 점수: 292.51점
  - 최종 점수: 1983.36점

- 3위 Ejel
  - 온라인 사전 투표: 153.65점, 실시간 문자 및 온라인 투표: 362.23점
  - 파이널 1차전 점수: 343.56점, 파이널 2차전 점수: 287.31점
  - 최종 점수: 1146.75점

- 4위 신해솔
  - 온라인 사전 투표: 93.15점, 실시간 문자 및 온라인 투표: 340.58점
  - 파이널 1차전 점수: 312.39점, 파이널 2차전 점수: 285.82점
  - 최종 점수: 1031.95점

- 5위 Lee jean
  - 온라인 사전 투표: 153.38점, 실시간 문자 및 온라인 투표: 220.91점
  - 파이널 1차전 점수: 339.05점, 파이널 2차전 점수: 276,90점
  - 최종 점수: 990.23점

- 6위 강성희
  - 온라인 사전 투표: 111.96점, 실시간 문자 및 온라인 투표: 298.09점
  - 파이널 1차전 점수: 262.64점, 파이널 2차전 점수: 284.33점
  - 최종 점수: 957.02점

- 7위 추승엽
  - 온라인 사전 투표: 92.42점, 실시간 문자 및 온라인 투표: 293.17점
  - 파이널 1차전 점수: 275.64점, 파이널 2차전 점수: 290.28점
  - 최종 점수: 951.51점

## 시청률
| 회차 | 방송일           | AGB 시청률     |
| 회차 | 방송일           | 대한민국(전국) |
| ---- | ---------------- | -------------- |
| 1    | 2023년 10월 26일 | 4.8%           |
| 2    | 11월 2일         | 6.7%           |
| 3    | 11월 9일         | 7.3%           |
| 4    | 11월 16일        | 6.8%           |
| 5    | 11월 23일        | 7.1%           |
| 6    | 11월 30일        | 7.2%           |
| 7    | 12월 7일         | 7.3%           |
| 8    | 12월 14일        | 7.6%           |
| 9    | 12월 21일        | 6.3%           |
| 10   | 12월 28일        | 6.0%           |
| 11   | 2024년 1월 4일   | 7.0%           |
| 12   | 1월 11일         | 6.8%           |
| 13   | 1월 18일         | %              |

## 같이 보기
- 탤런트 쇼
- 싱어게인
- 싱어게인2